# Социална политика
Социална политика основно означава препоръки, принципи, законодателство и дейности, които повлияват положително условията на живот на гражданите, с цел постигане на общо социално благоденствие.
Социалната политика е част от управлението на дадена страна, занимаваща се с обществото и със социалните въпроси, като според Центърът за социална политика „Малкълм Винер“ на Харвард това са областите „здравеопазване, услуги за гражданите, криминално правосъдие, въпроси по неравенствата, образование и труд.“ 
Социалната политика е от изключително значение е за една страна, тя е пряко свързана с развитието на страната и показва най-добре капацитета на управлението и отношението държава – гражданин.

## В различните страни
В съвременните демократични страни социалната политика на отделните държави силно се различава – от най-социално ориентираното управление в някои страни (Дания, Норвегия, Швеция и др.), през либерално-капиталистическите Съединени щати, където здравеопазването е оставено на застрахователни компании, а за висше образование се плащат непосилно високи за голяма част от населението такси, но за сметка на това безработните получават значителни помощи, ваучери за храна  и прочее, до развиващите се страни със свободен пазар, където много често социалните теми са значително пренебрегвани.
Някои държави имат смесен модел – например Франция, където 70% от здравните грижи се финансират от държавата – след задължителна застраховка, а останалите 30% пациентът, ако реши, осигурява с помощта на застрахователна компания, докато образованието се развива едновременно на принципа на социалната и на пазарна политика – в държавните университети се заплаща такса, която обаче не е висока и може да се плати от почти всеки, а частните висши училища сами определят таксите си.

## Социална политика в България
В България преди прехода на пазарното стопанство пенсионното осигуряване създаваше пенсионни привилегии /по-ниска възраст на пенсиониране/, но изискваше висока степен на заетост. Следствие и спътник на пазарната икономика е безработицата засягаща правата на човека.
В България в групата на бедните, т.е хората, които живеят под жизнения и социален минимум са възрастните хора, безработни, ниско платени работници, хронично болни и инвалиди, самотни родители, многодетни семейства, малцинства.
Специалисти от страни с пазарна икономика доказват, че безработицата е социален, а не индивидуален проблем. Освен ограничение в достъпа до потребности на материални блага и услуги, безработицата се характеризира и с лишения на духовните блага, идеологически и морални норми на поведение.
Социалната работа се стреми към взаимодействие с институциите, работещи с хора в неравностойно социално положение, както и към повишаване към тяхната ценностна ориентация, като личности с цел интегрирането им в обществото.

### Здравеопазване
Основна: Здравеопазване в България
В България гражданите се застраховат към Националната здравно-осигурителна каса. „Касата“ изготвя списък с услуги и лекарства, които финансира, като целта е той да се увеличава непрекъснато, макар че от него също така често отпадат услуги и лекарства .
Здравеопазването и здравното осигуряване е цел на социалната политика – здравето е не само отсъствие на болест, а и напълно физическо и психическо благополучие. Правата и отговорностите за провеждането на социална политика са регламентирани в Конституцията на Република България /в Кодекса на Труда/ Законовите и подзаконовите актове.